# Adolfo Aznar

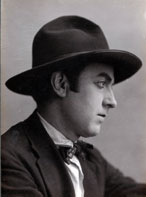
Adolfo Aznar.

Adolfo Aznar (La Almunia de Doña Godina, 1900 - Madrid, 1975) fue un cineasta español, que financió sus primeras obras con su trabajo como escultor. La mayoría de las películas que rodó se han perdido.

## Escultor
Fue alumno de Mateo Inurria, y un escultor apreciado.

## Cineasta
Afincado en Madrid, en 1928 realizó su primera película, Colorín, de la que fue guionista, intérprete y realizador y su primer largometraje, Gloria. 
En 1933 publicó la zarzuela Miguelón o el último contrabandista, protagonizada por el tenor Miguel Fleta y en 1936 La casa de Troya, con guion de su hermano Carlos. 
También produjo cortometrajes infantiles: Pupín y sus amigos (1931), y Pipo y Pipa en busca de Cocolín (1936), inédito debido al comienzo de la Guerra Civil. 
Rodó documentales por diversos encargos, como Mendicidad y Caridad (1935), Castilla se liberta (1937), Los ferroviarios españoles (1944) y Suburbios (1947).
En la década de 1940 volvió a rodar películas, como El milagro del Cristo de la Vega (1940), basada en la obra de José Zorrilla, Todo por ellas (1942), Con los ojos del alma (1943), Dos mujeres y un rostro (1947) y El rey de Sierra Morena (1949), la biografía de José María El Tempranillo, que fue su última obra y en la que actuó el bailaor Antonio además de  la actriz y cantante Marujita Díaz. 